# Назарий (Блинов)
Архиепископ Назарий (в миру Николай Михайлович Блинов; 24 января 1852, Воткинский завод, Сарапульский уезд, Вятская губерния — 18 июня 1930, Тобольск) — епископ Русской православной церкви, архиепископ Тобольский, временный управляющий Киевской епархией в 1919—1921 годы.

## Биография
Родился 24 января 1852 года в дворянской семье надворного советника Михаила Васильевича Блинова и его супруги Александры Васильевны. Его дед — Василий Егорович Блинов был протоиереем Благовещенского собора Каменско-Воткинского завода, сын священника, кавалер ордена святой Анны III степени.
В 1871 году окончил Санкт-Петербургскую 1-ю классическую гимназию и два курса Санкт-Петербургского университета.
В 1875 году окончил Константиновское военное училище и зачислен на военную службу.
С 1884 года — воспитатель Нижегородского Аракчеевского корпуса.
В 1887 году уволен от военной службы в чине подполковника.
6 октября 1887 года подал прошение о принятии на послушание в Киево-Печерскую Лавру. На следующий день определён на послушание в канцелярию Духовного собора Киево-Печерской Лавры.
В 1888 году назначен помощником управляющего лаврской типографии. Занимался корректурой книг лаврской типографии.
4 августа 1890 года в церкви преподобного Антония на Ближних пещерах Киево-Печерской лавры был пострижен в монашество с именем Назарий.
В 1890 году — правитель канцелярии Духовного Собора Лавры, пострижен в монашество. Был рукоположён во иеродиакона в 1892 году и во иеромонаха в 1893 году.
С 1896 года — управляющий Лаврской типографией.
В 1901 году возведён в сан архимандрита.
С 1903 года — екклисиарх Киево-Печерской Лавры.
С 1909 года — сверхштатный член Киевской духовной консистории.
31 декабря 1909 года указом Святейшего Синода и Киевской Духовной Консистории назначен викарным епископом Киевской епархии и настоятелем Киево-Выдубицкого Свято-Михайловского монастыря.
31 января 1910 года был хиротонисан во епископа Черкасского, викария Киевской епархии. Хиротонию совершали: митрополиты Санкт-Петербургский Антоний (Вадковский), Киевский Флавиан (Городецкий) и Московский Владимир (Богоявленский), архиепископы Виленский Никандр (Молчанов), Ярославский Тихон (Беллавин), Варшавский Николай (Зиоров), Псковский Алексий (Молчанов), епископы Оренбургский Иоаким (Левицкий), Полтавский Иоанн (Смирнов), Вологодский Никон (Рождественский), Кишинёвский Серафим (Чичагов), Холмский Евлогий (Георгиевский), Гомельский Митрофан (Краснопольский), Нарвский Никандр (Феноменов), Чигиринский Павел (Преображенский), Мамадышский Андрей (Ухтомский) и бывший Ковенский Кирион (Садзаглишвили).
После того как с отступающей Добровольческой армией А. И. Деникина в декабре 1919 году ушёл и митрополит Киевский Антоний (Храповицкий), временное Киевской митрополией было препоручено епископу Черкасскому Назарию как старшему по хиротонии.
Вскоре после возвращения петлюровского правительства в Киев деятелям «Всеукраинской Православной Церковной Рады» были возвращены храмы, полученные ими от большевистского правительства. В сложившихся условиях епископ Назарий сначала был вынужден снять канонические прещения со священников-националистов, но вскоре они снова проявили непослушание священноначалию и вновь подпали запрещению в священнослужении.
Епископ Назарий опирался в своей деятельности сначала на служащих консистории, а после её закрытия советской властью 1 марта 1919 года на вновь сформированный (на съезде в мае 1918 года) Киевский епархиальный совет. По инициативе епископа Назария и под его председательством была возобновлена деятельность Конторы Священного Собора православных епископов Украины, учреждённой в декабре 1918 года для решения текущих дел в промежутках между сессиями Собора. К работе Конторы предполагалось привлечь всех канонических епископов, находившихся в то время в Киеве. Высшее церковное управление в Москве, принципиально не возражая против инициативы епископа Назария, тем не менее своим решением от 21 июня (4 июля) 1919 года ограничило деятельность Конторы лишь вопросами организационного свойства и предоставило право по всем проблемам, требовавшим «решающего голоса правящей власти», обращаться (до восстановления канонического церковного центра на Украине) непосредственно к Всероссийскому Патриарху.
Управлял Киевской епархией до прибытия в Киев в августе 1921 года Патриаршего Экзарха митрополита Михаила (Ермакова).
В начале октября 1921 года епископ Назарий был перемещён на новоучреждённую Радомысльскую викарную кафедру, с титулом Радомысльский и Чернобыльский.
Он выступил против обновленческого раскола. В связи с этим в конце декабря 1922 года — январе 1923 года постановлением ВЦУ уволен на покой вместе с другими православными епископами Киевской епархии. Однако епископ Назарий не признал ни увольнения, ни прибывшего обновленческого митрополита Киевского Тихона (Василевского). Патриарший Экзарх митрополит Михаил (Ермаков) в своём письме 22 января 1923 года называет владыку Назария шестым в списке преемников в случае невозможности выполнять обязанности Экзарха.
В апреле 1923 года В ночь на Великий четверг был арестован с группой Киевских викарных епископов и священников и выслан в Москву, где заключён в Бутырскую тюрьму. В мае 1923 года был освобождён.
В октябре 1923 года назначен епископом Саранским, викарием Пензенской епархии. Выехал к месту назначения, но вскоре был вынужден вернуться в Москву.
Отличался особой преданностью Патриарху Тихону. Когда циркуляром Наркомата юстиции от 8 декабря 1923 года, богослужебное поминание Патриарха было признано уголовным преступлением, епископ Назарий приказал клирикам Симонова монастыря поминать Патриарха Тихона «громогласно».
В июле 1924 года назначен правящим архиереем Тобольской епархии, с возведением в сан архиепископа Тобольского и Сибирского.
С 1927 по 1928 года также временно управлял Челябинской епархией.
В 1928 году почислен на покой, проживал в Московском Симоновом монастыре.
После закрытия последнего монастырского храма в мае 1929 года возвратился в Тобольск.
В апреле 1930 года в связи с разгромом епархии, находясь под серьёзным внешним давлением, 78-летний старец-архиепископ сделал публичное заявление о прекращении управления кафедрой, опубликованное в газете «Советский Север» от 25 апреля 1930 года: «Ввиду того, что в Тобольском округе церквей, бывших в моём управлении, не существует, — таковые ликвидировались по случаю отказа верующих, — объявляю своё епархиальное управление распущенным, совершенно прекратив свои функции перемещения и назначения настоятелей приходов, и лично ухожу от управления Тобольской епархией, о чём и даётся знать подведомственному духовенству».
Скончался 18 июня 1930 года, похоронен на Тобольском Завальном кладбище с южной стороны алтаря кладбищенской церкви во имя Семи отроков Ефесских.